# Musljumovo
Musljumovo (in russo Муслюмово?; in tartaro: Мөслим) è un villaggio che si trova nella Repubblica autonoma del Tatarstan, in Russia. È il centro amministrativo del distretto Musljumovskij.
Il villaggio è situato vicino al fiume Ik, 319 km a sud-est di Kazan'.